# بلاس گیونتا
بلاس گیونتا (انگلیسی: Blas Giunta؛ زادهٔ ۶ سپتامبر ۱۹۶۳) بازیکن فوتبال اهل آرژانتین است.
از باشگاه‌هایی که در آن بازی کرده‌است می‌توان به باشگاه ورزشی سن لورنسو آلماگرو، باشگاه فوتبال بوکا جونیورز، و باشگاه فوتبال رئال مورسیا اشاره کرد.
وی همچنین در تیم ملی فوتبال آرژانتین بازی کرده‌است.